# Jürgen Rost (Handballspieler)
Jürgen Rost (* 1944/1945) ist ein ehemaliger deutscher Handballspieler und -trainer.

## Werdegang
Rost bestritt 69 Länderspiele für die Deutsche Demokratische Republik, er wurde auf der Kreisläufer-Position eingesetzt. 1970 und 1974 wurde er mit der DDR-Nationalmannschaft  jeweils Vizeweltmeister.
Auf Vereinsebene war Rost Mitglied des SC Dynamo Berlin und spielte 17 Jahre lang in der Oberliga.
Als Trainer war Rost bei verschiedenen Vereinen in Sachsen tätig, darunter HSV Dresden, beim HSV Weinböhla und bis 2018 beim SV Koweg Görlitz.